# Carex planispicata
Carex planispicata är en halvgräsart som beskrevs av Robert Francis Cox Naczi. Carex planispicata ingår i släktet starrar, och familjen halvgräs. Inga underarter finns listade i Catalogue of Life.